# Berlingo
Berlingo là một đô thị thuộc tỉnh Brescia trong vùng Lombardia của Italia. Đô thị này có diện tích 4  km², dân số 466 người. Các đô thị giáp ranh là: Lograto, Maclodio, Rovato, Travagliato, Trenzano